# Brodogradilište Košćina
Brodogradilište Košćina je bilo najstarije od hrvatskih brodogradilišta suvremenog doba u Splitu. Osnovano je 1831. godine na Lučcu (istočni dio splitske luke). Pripadalo je uglednoj splitskoj obitelji Košćina. Na prvoj lokaciji djelovalo je do 1875. godine. Zbog kopanja prokopa željezničke pruge kroz Lučac i Manuš, odnosno izgradnje željezničke postaje škver je preselio zapadno od Matejuške, današnji Solurat, gdje je danas hotel Ambasador. Rad je bio otežan od 1914. do 1920. godine zbog radova na cesti uz more ka Sustipanu. 1926. godine površina brodogradilišta bila je 320 metara četvornih i u njemu su bila uposlena samo dva radnika. Početkom sljedeće godine prestalo je s radom zbog otvaranja puta, a pretpostavlja se da je te godine i prestalo brodograditeljsko djelovanje obitelji Košćina u Splitu.